# Cirrimaxilla formosa
Cirrimaxilla formosa je vrsta suptropske morske jegulje, monotipna vrsta u svom rodu Cirrimaxilla iz porodice Murinki. Može ju se naći samo u okrugu Pingtung na Tajvanu. Jedan predstavnik ove vrste pronađen je u želucu morske zmije iz roda Laticauda. 
Opisana je prvi puta tek 1995. Maksimalna izmjerena dužina je 16.6 cm (jedna ženka).